# Cystidiella valdensis
Cystidiella valdensis är en svampart som beskrevs av Malan 1943. Cystidiella valdensis ingår i släktet Cystidiella, divisionen sporsäcksvampar och riket svampar.   Inga underarter finns listade i Catalogue of Life.